# Formiguinha (palhaço)
Pery François, mais conhecido como Formiguinha foi um palhaço brasileiro. 

## Biografia
Nasceu em Muriaé, Minas Gerais em 1898 e faleceu em São Paulo, Capital em  1970. Pertenceu à segunda geração circense, do Circo Pavilhão François. Filho de Jean François, francês e Anna Stevanovich, proveniente de tradicional família circense de origem eslovaca. Foi palhaço, acrobata, ciclista, trapezista e ator. Casou-se com Aurora Gonçalves. Tiveram duas filhas: Auri e Erli.